# Bělomech sivý
Bělomech sivý (Leucobryum glaucum) je mech z řádu prutníkotvarých. Vytváří velké polštáře, vyhledává kyselá stanoviště.
Řadí se mezi mechorosty, jeho tělo je tvořeno stélkou. Roste na skalách, borce stromů, v lese. Je přizpůsoben životu na souši. 
Rozmnožování probíhá dělením.

## Popis
Vypouklé, světle zelené polštáře dorůstající průměru až 0,5 m jsou zlehka přichyceny k substrátu pomocí malého množství rhizoidů. Lodyžky rostoucí v trsech kolmo jsou velmi hustě směstnané, též velmi křehké a tudíž lámavé. Lodyžky dorůstající délky 50 až 150 mm se větví vidličnatě nebo keříčkovitě; v horní části jsou světle zelené, v dolní bílé. Současně v jednom trsu můžeme nalézt samčí (štíhlejší) a samičí (silnější) lodyžky.
Odstávající celokrajné lístky vejčitě kopinatého tvaru vyrůstají na lodyžkách hustě, uspořádány do šroubovice. Okraj čepele lístku je zavinutý; lístky nemající znatelné žebro jsou u špičky zúžené, jejich délka se pohybuje v rozmezí 3 až 5 mm. Lístky obsahují buňky dvojího typu – asimilující chlorocyty se zeleným barvivem a hyalocyty. Jedná se o odumřelé buňky perforované ve stěnách, jež jsou v suchu vyplněny vzduchem, za deště pojmou značné množství vody, kterou dlouho zadržují. Vyskytují se hlavně u rašeliníků (Sphagnum sp.).
Na pokrouceném, tmavě červeném, 30 až 70 mm dlouhém štětu vyrůstá 1 až 2 mm dlouhá, u báze zúžená, převislá, velmi zakřivená, tmavě hnědá, lesklá, osmi rýhami zbrázděná tobolka, jejíž víčko nese dlouhý zobánek, je kryta světlou, nafouklou čepičkou. Výtrusy, které dozrávají jen zřídka, se objevují v tobolkách na jaře.

## Možnost záměny
Podobným, ale většinou vzácnějším druhem je L. juniperoideum, který se liší v příčném řezu lístkem. L. glaucum má ve střední části lístku čtyři vrstvy hyalocytů, L. Juniperoideum pouze dvě vrstvy.

## Stanoviště a rozšíření
Typická stanoviště bělomechu jsou chudé, kyselé, podzolové půdy se špatně se rozkládajícím surovým humusem. V lesním hospodářství hraje důležitou roli: jednak indikuje kyselé půdy chudé na minerální látky, jednak jeho rozsáhlé polštáře zadržují značné množství vody a brání lesním dřevinám v přirozeném zmlazení. Krom smrkových lesů můžeme bělomech nalézt i v dubových a borových porostech s kyselou půdou, občas na zazemněných vlhkých skalách a vřesovištích. Vyhledává polostinná a stinná místa od nížin až do hor. Roste v celé Evropě (také v Kanadě a Africe).

## Využití
Bělomech sivý se používá při zařizování a výzdobě terárií, je zde schopen i růstu.